# 阿部肇一
阿部 肇一（あべ ちょういち、1928年2月1日 - 2014年11月7日）は、日本の歴史学者、博士。駒澤大学学長、社会文化史学会会長を歴任。専門は中国禅宗史。

## 来歴
埼玉県大宮町（現さいたま市大宮区）に、普門院住職の長男として生まれる。1944年、駒澤大学専門部地理歴史学科に入学。1947年3月、駒澤大学専門部歴史地理科歴史学専攻卒業。文学部の同期に歴史科の芥川龍男、地理科に中島義一や陶芸家の井高帰山がいる。1947年4月、駒澤大学専門部地理専修科に入学し、翌年修了。
1948年、駒澤大学文学部人文学科に入学。1950年、同大学を中退し、東京文理科大学歴史学科に転学。1953年、東京文理科大学大学院研究科に進学。1958年、同研究科を満期修了、駒澤大学歴史学科の助手となる。1961年『東洋史上の禅宗の展開』で東京文理科大学賞を受賞。1967年『中国禅宗史の研究』で東京教育大学より文学博士の学位を取得。
1969年、駒澤大学文学部歴史学科教授。1979年、文学部長、1981年『駒沢大学百年史』編纂委員長。1984年、社会文化史学会会長。
1985年、駒澤大学副学長（財務担当）、1993年、学長（同理事）に就任。文部省学術審議会専門委員（科学研究分科部会、1987年-1989年）などを歴任した。1998年、駒澤大学を定年退職、名誉教授。
2014年11月7日、急性肺炎のため永眠。享年86。

## 著書
- 『中国禅宗史の研究 : 南宗禅成立以後の政治社会史的考察 』誠信書房　1963
- 『現代人の仏教』筑摩書房　1966
- 『禅の世界-公案-』筑摩書房　1980
- 『中国禅宗史の研究 - 政治社会史的考察 （増訂）』研文出版 1986.2
- 『禅宗社会と信仰 続中国禅宗史の研究』近代文藝社　1993.5

### 論文
- 『唐宋転換期における禅宗史の諸問題』1962
- 『龐蘊居士と唐代世相』印度學佛教學研究 14(1), 221-224, 1965
- 『横超慧日編著「法華思想」』1970
- 『元初臨済僧海雲寺印簡の活躍』1990.3
- 『「竹窗随筆」について』1995.4